# من نمیدونم اون چجوری انجامش میده
من نمیدونم اون چجوری انجامش میده (به انگلیسی: I Don't Know How She Does It) فیلمی محصول سال ۲۰۱۱ و به کارگردانی داگلاس مک‌گراث است. در این فیلم بازیگرانی همچون سارا جسیکا پارکر، پیرس برازنان، گرگ کینر، کریستینا هندریکس، کلسی گرمر، ست مایرز، الیویا مان، باسی فیلیپ، جسیکا کارن، جین کرتین و سارا شاهی ایفای نقش کرده‌اند.